# Bernabé Somoza
Bernabé Somoza (* 11. Juli 1815 in Jinotepe; † 17. Juni 1849 in Rivas) war Anführer des Aufstandes in Rivas (Nicaragua) 1849 und ein Mitglied des Somoza-Clans.

## Leben
Der Vater von Bernabé Somoza war Fernando Somoza, Kurpfuscher von Jinotepe, Eigentümer einer kleinen Finca, Mitglied der Partido Democrático. Die Familie Somoza hatte Streit mit der Familie von Leandro Matus, welcher ebenfalls Kurpfuscher war, aber zur Partido Legitimista (PL), gehörte. Nachdem Leandro Matus zum Bürgermeister gewählt worden war, versuchte er Francisco Somoza einsperren zu lassen, da er nach 18 Uhr eine Machete trug (Larga, 22 Zoll), die das zulässige Maß überschritt. Der junge Sohn von Fernando Somoza, Bernabé Somoza, verteidigte seinen Vater bei einem Duell und verletzte Leandro Matus, worauf dieser ein Strafverfahren gegen die Somozas anstrengte. Die Familie Somoza emigrierte nach El Salvador, wo sie Kontakt mit der Partido Liberal aufnahmen und sich an einigen Schlachten dieser Partei beteiligten. 1844 halfen sie im Guerra de Malespín bei der Verteidigung des belagerten Leon gegen den Angriff der Truppen aus El Salvador unter dem konservativen Francisco Malespín und Granda.
Bernabé Somoza stellte sich den Behörden und wollte seinen Fall aufgeklärt haben. Er wurde durch ein Gericht der konservativen Regierung unter José León Sandoval (Republicano, 1845–1847) für schuldig befunden, verurteilt und in das Gefängnis von El Castillo de la Inmaculada gesperrt.
Zeitgleich mit Bernabé Somoza war der liberale José María Vallé, alias El Chelón, im Gefängnis von San Juan del Norte eingesperrt. Beide verständigten sich, zu fliehen und die konservative Regierung nieder zu ringen. Die beiden Ausbrecher stellten sich an die Spitze einer Armee, welche im Juli 1845 in Nicaragua auf dem Land auf Initiative der Partido Liberal entstand und in die Städte El Viejo, Chinandega, sowie nach León eindrang. Ab März 1846 verdingte sich Bernabé als Schmuggler, bis er Anführer der Aufständischen in Rivas wurde. José Trinidad Muñoz Fernández führte in einigen von den Aufständischen besetzten Städten Verhandlungen. In Rivas versuchte er dabei, den amtierenden konservativen Capitán Martínez aus der Leitung der Stadt zu drängen.
Am 3. Juni 1849 hatte der liberale Prefecto Manuel Selva in Verhandlungen eine Versöhnung der beiden Parteien erreicht. In Rivas eskalierte jedoch die Situation wieder, nachdem eine Personengruppe auf eine Aufforderung der Wache einer Kaserne nicht stehen blieb und die Wache daraufhin Ponciano Mora aus Buenos Aires erschoss. Der Befehlshaber der Kaserne stellte sich vor seine Wache, worauf Aufständische Rivas besetzten und den konservativen Capitán Martínez töteten. Die konservativen Familien flohen nach Costa Rica und auf ihre Landbesitze. In dieser Situation übernahm Bernabé Somoza die Führung der Aufständischen.
Der liberale General Muñoz verbündete sich mit dem konservativen Fruto Chamorro Pérez, da es für die Karriere von Muñoz opportun war und mit geeinten Kräften wurde der Aufstand in Rivas niedergeschlagen. José Trinidad Muñoz unterstützte zwischen 1845 und 1851 die Konservativen.
Am Ende der Schlacht vom 14. Juli 1849 in Rivas ergab sich Bernabé Somoza Fruto Chamorro.
Bernabé Somoza wurde zusammen mit Juan Lugo, Camilo Mayorga, Apolinar Marenco, alias Veintiuno Marenco und Esteban Bendaña alias Pollo vor ein Militärgericht gestellt, in welchem Muñoz als Staatsanwalt fungierte.
Die Gefangenen ernannten Fruto Chamorro zu ihrem Verteidiger. Bernabé Somoza übergab Chamorro die Landkarten, welche er von Muñoz zur Durchführung der Revolution erhalten hatte, damit dieser sie in das Kriegsgerichtsverfahren einbringen sollte. Muñoz lehnte als Vorsitzender des Tribunals die Karten als Beweisstücke ab. Chamorro war zu dieser Zeit mit Muñoz verbündet und hatte deshalb kein Interesse an der Angelegenheit. Er behielt sie für sich und niemand erwähnte sie, bis Chamorro am 4. August 1851 durch den durch Muñoz initiierten Putsch an sie erinnert wurde.
Das Kriegsgericht verurteilte alle Gefangenen zum Tod.
Bernabé Somoza hatte früher über sich selbst berichtet, dass er weit von den Schlachtfeldern entfernt 54 friedliche, wehrlose Menschen, darunter Frauen und Kinder ermordet hatte. Auditor de Guerra Justo Abaunza y Muñoz de Avilés berichtete von Bernabé Somozas Selbstdarstellung und erklärte, dass Bernabé Somoza die Verbrechen mit Vergnügen begangen hätte. Darauf antwortete Bernabé Somoza, es hätte kein Vergnügen gegeben, welches er nicht auf der Welt gehabt hätte, er nun keine Wünsche mehr hätte und ihn der Tod wenig interessiere. Somoza wurde umgehend in Rivas auf der Plaza füsiliert. Sein Körper wurde auf einer Ausfallstraße nach Norden von Rivas hoch an einer Stange drei Tage aufgehängt, bis er wegen des Verwesungsgeruches begraben wurde. Juan Lugo, Camilo Mayorga, Apolinar Marenco und Esteban Bendaña wurden einen Tag nach Somoza auf derselben Plaza füsiliert. Francisco Barillas wurde in Granada füsiliert.
1948 konnte im Time-Magazin gelesen werden, dass der Urgroßvater von Anastasio Somoza García, Bernabé Somoza, Hahnenkämpfe liebte und 20 Männer mit einer Machete tötete, weshalb er in Rivas aufgehängt wurde.